# Imagine Me and You
Pour plus de détails, voir Fiche technique et Distribution.
Imagine Me and You est un film anglais réalisé par Ol Parker, sorti en 2005.

## Synopsis
Luce et Rachel se rencontrent le jour du mariage de cette dernière avec Heck. Après le mariage, leur relation va évoluer d'une simple amitié à un amour irrésistible. Rachel va alors devoir prendre une décision douloureuse et compliquée : choisir entre l'homme qu'elle a épousé, et la femme qu'elle aime.

## Fiche technique
- Titre original et français : Imagine Me and You
- Titre québécois : Imagine toi et moi
- Réalisation : Ol Parker
- Scénario : Ol Parker
- Photographie : Ben Davis
- Musique : Alex Heffes
- Production : Stefan Arndt pour BBC Films
- Pays d'origine : Grande-Bretagne
- Format : Couleurs - 2.35 : 1 - son Dolby numérique - 35 mm
- Genre : Comédie dramatique et romance
- Durée : 94 minutes
- Date de sortie : 29 novembre 2006 (France)

## Distribution
- Piper Perabo : Rachel
- Lena Headey : Luce
- Matthew Goode : Heck
- Celia Imrie : Tessa
- Anthony Head : Ned
- Darren Boyd : Cooper
- Sue Johnston : Ella
- Ruth Sheen : Madame Webster
- Mona Hammond : Madame Edwards
- Angel Coulby : Anna
- Sharon Horgan : Beth
- Eva Birthistle : Edie

## Autour du film
- Le film tire son titre de la chanson Happy Together du groupe psychédélique The Turtles.